# Eufònia de coroneta groga
L'eufònia de coroneta groga (Euphonia luteicapilla) és un ocell de la família dels fringíl·lids (Fringillidae).

## Hàbitat i distribució
Habita garrigues àrides, sabana, vegetació secundària i bosc obert a les terres baixes de Nicaragua oriental, Costa Rica i Panamà.